# Bensofenon
Bensofenon, eller difenylketon, är en kemisk förening, mer specifikt en keton, som erhålles genom inverkan av bensoylklorid på bensen i en koldisulfidlösning under närvaro av vattenfri aluminiumklorid. Den bildar då stora rombiska kristaller, olösliga i vatten, men lättlösliga i etanol eller eter.
Bensofenon används för framställning av kemiska preparat och tjärfärgämnen.